# DoubleClick
DoubleClick (früher Internet Advertising Network, kurz IAN) ist eine Marke des US-amerikanischen Unternehmens Google LLC, unter der Online-Marketing-Lösungen angeboten werden.

## Geschichte

### Anfang

Historisches Logo

Das Internet Advertising Network wurde 1995 von Kevin O’Connor und Dwight Merriman gegründet. Das IAN wurde im Jahr 1996 von Poppe-Tyson (einem Zusammenschluss von Bozell, Jacobs, Kenyon & Eckhardt advertising) gekauft und in DoubleClick umbenannt. Das Unternehmen war das erste, das Webseiten repräsentierte, um in Online-Medien Werbeplatz zu verkaufen. 1997 bot es anderen Verlagen selbstentwickelte Online-Werbedienst- und Verwaltungstechnik wie DART Enterprise an. Während des Dotcom-Rückgangs legte DoubleClick sein Geschäft im Medienbereich ab und konzentriert sich heute auf das Angebot an Werbung und die Berichterstattung ihrer Effizienz.

### Frühe Entwicklung
Im Jahr 1999 fusionierte DoubleClick mit der Datenerfassungsagentur Abacus Direct. Dies löste Befürchtungen darüber aus, das Unternehmen plane, anonyme Websurferprofile mit persönlichen Informationen (Namen, Adresse, Telefonnummer etc.) aus der Datenbank von Abacus zu verbinden. Dieser Zusammenschluss wurde stark von Datenschutzorganisationen kritisiert. Der Widerstand verstärkte sich, als festgestellt wurde, dass sensible Finanzdaten, die Kunden auf einer bekannten Webseite in ein Formular eingegeben hatten, an DoubleClick, das die Werbung ausgab, gesendet wurden. Ein großer Teil dieser Kontroverse wurde durch Aussagen von Jason Catlett von Junkbusters ausgelöst. Er bemängelte, DoubleClick wählte oder beabsichtigte ein Vorgehen, das nirgendwo erwähnt oder in irgendeinem Dienst angekündigt wurde. Auf Grund der negativen Presse unterließ DoubleClick jegliche Integration ihrer Dienste in die Dienste von Abacus und legte strengere Datenschutzbestimmungen fest sowie eine Aufsicht darüber.
Im Mai 2004 erwarb DoubleClick Performics. Dieses Unternehmen bot ein Suchmaschinensystem, das deutlicher an DART angepasst wurde.
Nach der Übernahme durch Google wurde Performics an die französische Publicis Groupe verkauft.
Im April 2005 gab die in San Francisco ansässige Firma Hellman & Friedman ihr Interesse bekannt, DoubleClick zu übernehmen und in zwei eigenständige Geschäftszweige unter zwei verschiedenen CEOs für Entwicklung und Vermarktung weiterzuführen. Der Kauf wurde im Juli 2005 abgeschlossen. Hellman & Friedman verkündeten im Dezember 2006 den Weiterverkauf von Abacus an Epsilon Interactive.

### Übernahme durch Google und Ende

DoubleClick-Logo bis September 2015

Am 13. April 2007 gab Google Inc. nach Börsenschluss bekannt, dass es DoubleClick für 3,1 Milliarden US-Dollar von der Investmentgesellschaft Hellman & Friedman und JMI Equity erwerben möchte. Damit setzte Google sich gegen Konkurrenten wie Microsoft und Yahoo durch und tätigte den damals größten Zukauf seiner Firmengeschichte.
US-Gesetzgeber haben mögliche Datenschutz- und Wettbewerbsfolgen der Übernahme überprüft. Bei den Anhörungen warnten Vertreter von Microsoft vor einem potenziellen Monopol. Am 20. Dezember 2007 genehmigte die Federal Trade Commission den Kauf. Die EU-Regulierungsbehörde folgte am 11. März 2008. Am 2. April desselben Jahres kündigte Google an, 300 Stellen auf Grund von Redundanz zu streichen.
Am 28. Juni 2018 wurde die Marke DoubleClick offiziell durch die neu geschaffene Google Marketing Platform ersetzt.

## Kritik
Seit der Übernahme von DoubleClick durch Google äußern Datenschützer verstärkt Bedenken.
DoubleClick wird oft in Verbindung mit Spyware gebracht, da HTTP-Cookies im Browser so gesetzt sind, dass eine Rückverfolgung des Benutzers von Webseite zu Webseite möglich ist. Eine Aufzeichnung darüber, welche Werbung angezeigt und angeklickt wird, ist ebenso möglich.
Google kann durch das sogenannte „Behavioral Targeting“ die Spur eines Nutzers durch das Netz verfolgen. Dabei werden Profile aus Informationen wie der IP-Adresse, Domain, Browser, lokale Uhrzeit, Betriebssystem und Seitenansichten angelegt. Hat der Nutzer genug Informationen über die eigenen Vorlieben auf seinem Cookie, kann Werbung viel gezielter eingesetzt werden. Allein die Speicherung und Analyse von personenbezogenen Suchanfragen erlaubt weitreichende Möglichkeiten für die Erstellung von individuellen Nutzerprofilen. „Sage mir, was Du suchst, und ich sage Dir, wer Du bist“. Das Unternehmen erklärt, dass „die gespeicherten persönlichen Daten nur zu dem Zweck benutzt werden, zu dem sie gefragt sind“, was praktisch nichts anderes heißt, als dass die Daten uneingeschränkt für jeden erdenklichen Zweck verwendet werden können. Einer IT-Consulting-Gruppe aus San Francisco zufolge bietet DoubleClick eine Opt-out-Seite an, die sich auf Cookies auswirkt, allerdings nicht auf die Rückverfolgung per IP-Adresse.

## Produkte
DoubleClick bietet Technologien und Dienstleistungen, die primär an Werbeagenturen und Unternehmen aus Massenmedien verkauft werden. Diesen soll damit ermöglicht werden, gezielter zu handeln und interaktive Werbekampagnen zu schalten. Sein Hauptgeschäftsfeld bezeichnet DoubleClick als DART, das auf Werbeagenturen und Verlage abzielt. DART automatisiert den Administrationsaufwand beim Kauf von Werbeplätzen (Media Visor) und das Inventarmanagement für Verlage (Sales Manager). DART Enterprise ist eine umgestaltete Version des NetGravity AdServer, die DoubleClick 1999 beim Kauf von NetGravity erwarb.
DoubleClick Advertising Exchange, das im zweiten Quartal 2007 erschien, versucht einen Schritt weiter zu gehen, indem Werbekäufer und -verkäufer, ähnlich der traditionellen Börse, miteinander verbunden werden sollen.